# ジャッコ・ジャクジク
マイケル・"ジャッコ"・ジャクジク（Michael "Jakko" Jakszyk、1958年6月8日 - ）は、イングランド出身のロックミュージシャン、シンガーソングライター、音楽エンジニア。
主にロックの分野で活動しているマルチプレイヤーで、著名なバンドでは「21stセンチュリー・スキッツォイド・バンド」「キング・クリムゾン」などに在籍した。
作品におけるクレジットには「Jakko Jakszyk」だけでなく「Jakko」「Jakko M. Jakszyk」などがある。また日本での姓の表記はメディアによって「ジャクスジク」か「ジャクジク」である。本人への取材情報から、ここでは「ジャクジク」を採用する。

## 略歴
1958年、首都ロンドンにてアイルランド系の親元に生まれる。出生名はマイケル・リー・カーラン。実父は米国人で、実母はアイルランドのショウバンド「ジャック・ルアン・ショウバンド」(Jack Ruane Showband）で活動した歌手ペギー・カーラン（Peggy Curran）。1歳の頃ポーランド移民の家庭（養父ポーランド人、養母フランス人）に養子に出され、名前もマイケル・ジャクジクとなりハートフォードシャー州で育った。
少年時代から音楽を趣味とし、さらに14歳でロンドンの青少年演劇養成所「ナショナル・ユース・シアター」に入団し演技を学ぶ。しかし本命ではサッカー選手になる夢を描いていたが、15歳の頃に地元の名門クラブ・ワトフォードFCユースの入団テストで落選した。
1974年、言語（ポーランド語と英語）の意思疎通悪化などに起因する養父との確執もあって16歳で家を出る。生活のため、俳優やミュージシャンで生計を立てながら音楽キャリアをスタート。アマチュアバンドを率いたりローカルグループを転々とした後、1976年にロックバンド「64 Spoons」に加入。1980年まで在籍し、ここでシンガーソングライターや音楽エンジニアの腕を磨いた。
脱退後、カンタベリー系ミュージシャン、デイヴ・スチュワートらとのバンド「Rapid Eye Movement」などを経て、ソロ活動を開始。1982年に初のソロ・アルバム『Silesia』を制作する。その後1990年代までソロ作品のリリース、「レベル42」や「ザ・キンクス」など著名なバンドにもサポートで参加した。
2002年、岳父マイケル・ジャイルスを含む元キング・クリムゾンのメンバーと、キング・クリムゾンのトリビュートバンド「21stセンチュリー・スキッツォイド・バンド」を結成。2004年まで活動し日本公演も果たした。これが本家キング・クリムゾンを主宰するロバート・フリップの目に留まり、交流が始まる。
2007年のソロ・アルバム『ロマンティック・グリー・クラブ』にフリップがゲスト参加するなど更なる親交を深め、2011年にメル・コリンズ（元キング・クリムゾン、21stセンチュリー・スキッツォイド・バンド）を加えた連名で「ア・キング・クリムゾン・プロジェクト」を開始。同年にアルバム『ア・スケアシティ・オブ・ミラクルズ』を発表する。
これらの共演がプログレッシブ・ロックバンド「キング・クリムゾン」の活動再開へと繋がっていき、2013年から正式メンバーに迎えられた。以降、同バンドの中心として活動している。
2020年には、11年ぶりのソロアルバムとなる『Secrets & Lies』を発表。これまでの人脈から多数のゲストが参加した。
2024年、自身の回顧録『Who’s The Boy With The Lovely Hair?』を刊行。さらに翌2025年、その回顧録を基に制作した5年ぶりのソロアルバム『Son Of Glen』を発表。生き別れた実父の逸話を表題曲に取り上げている。

## 人物
姓名の「Jakszyk」は、ポーランド系の姓の不正確な綴りである。養父がポーランド移民であり、イギリス移民局担当者の誤記なる不備によって登録されたものと説明している。正確な綴りも発音も、本人には不明瞭な記憶しかない。
音楽的スタイルは、キング・クリムゾンやカンタベリー系グループらの「ジャズ・ロック」「プログレッシブ・ロック」などをルーツとしている。ただし、1980年代以降のネオ・プログレッシブ・ロック（ポンプ・ロック）には、「70年代のプログレは、多彩な背景を持つブレイヤーが創るから新鮮だったが、プログレだけのファンだった人間がプログレをやってもあまり面白味がない」と興味は薄い。
64 Spoons時代に知己となったデイヴ・スチュワートとは親交が深く、共演やゲスト参加が多い。
元キング・クリムゾンのマイケル・ジャイルズ（ドラムス、ヴォーカル）の次女アマンダ・ジャイルズ（Amanda Giles）を妻としており、息子と娘がいる。息子ジャンゴ・ジャクジク（Django Jakszyk）もミュージシャンであり、父の作品にレコーディング参加をしている。

## ディスコグラフィー

### ソロ / 連名プロジェクト
ソロ・アルバム
- Silesia (1982年)
- 『マスタード・ガス・アンド・ローゼズ』 - Mustard Gas and Roses (1994年)
- Kingdom of Dust (1994年)
- Are My Ears on Wrong? (1995年)
- The Road to Ballina (1997年)
- 『ロマンティック・グリー・クラブ』 - The Bruised Romantic Glee Club (2007年)
- Waves Sweep the Sand (2009年)
- 『シークレッツ・アンド・ライズ』 - Secrets & Lies (2020年)
- 『サン・オブ・グレン』 - Son Of Glen (2025年)

トム・ロビンソン / ジャッコ M ジャクジク
- We Never Had It So Good (1990年)

ジャクジク / フリップ / コリンズ（ア・キング・クリムゾン・プロジェクト）
- 『ア・スケアシティ・オブ・ミラクルズ』 - A Scarcity of Miracles (2011年)

### 21stセンチュリー・スキッツォイド・バンド
ライブ・アルバム
- 『オフィシャル・ブートレグ Vol.1』 - Official Bootleg V.1 (2002年)
- 『ライヴ・イン・ジャパン 2002』 - Live in Japan (2003年)
- 『ライヴ・イン・イタリー』 - Live in Italy (2003年)
- 『ピクチャー・オブ・ア・シティー ライヴ・イン・ニュー・ヨーク』 - Pictures of a City – Live in New York (2006年)

### キング・クリムゾン
ライブ・アルバム
- Live at the Orpheum (2015年)
- 2014 Live EP (Cyclops EP) (2015年) ※EP
- Live in Toronto (2016年)
- 『ラディカル・アクション〜ライブ・イン・ジャパン＋モア』 - Radical Action to Unseat the Hold of Monkey Mind (2016年)
- 『ヒーローズ〜トリビュート・トゥ・デヴィッド・ボウイ』 - Heroes (2017年) ※EP
- 『ライヴ・イン・ウィーン 2016＋ライヴ・イン・ジャパン 2015』 - Live in Vienna (2017年)
- 『ライブ・イン・シカゴ 2017』- Live in Chicago 28 June 2017 (2018年)
- 『メルトダウン〜ライブ・イン・メキシコ』- Meltdown: Live in Mexico City (2018年)

コンピレーション・アルバム
- 『エレメンツ 2014オフィシャル・ツアー・マーチャンダイズ』 - The Elements of King Crimson 2014 (2014年)
- 『ジ・エレメンツ 2015オフィシャル・ツアー・ボックス』 - The Elements of King Crimson 2015 (2015年)
- 『ジ・エレメンツ 2016オフィシャル・ツアー・ボックス』 - The Elements of King Crimson 2016 (2016年)
- 『ジ・エレメンツ 2017オフィシャル・ツアー・ボックス』 - The Elements of King Crimson 2017 (2017年)
- 『ジ・エレメンツ 2018オフィシャル・ツアー・ボックス』 - The Elements of King Crimson 2018 (2018年)
- The Elements of King Crimson 2019 (2019年)

### 主な参加アルバム
ロング・ハロー（デヴィッド・ジャクソン名義）
- The Long Hello Volume Three (1982年)

ザ・ロッジ
- 『スメル・オブ・ア・フレンド』 - Smell of a Friend (1987年)

The Kings of Oblivion
- Big Fish Popcorn (1987年)

Dizrhythmia
- Dizrhythmia (1988年)
- Too (2016年)

64 Spoons
- Landing on a Rat Column (1991年)

タンジェント
- 『ノット・アズ・グッド・アズ・ザ・ブック』 - Not as Good as the Book (2008年)

## 書籍
- Who’s The Boy With The Lovely Hair? (2024年、Kingmaker Publishing)